# Коскудук (Алтинсаринський район)
Коскуду́к (каз. Қосқұдық) — село у складі Алтинсаринського району Костанайської області Казахстану. Входить до складу сільського округу імені Маріям Хакімжанової.
Село було утворене 2006 року, до цього називалось Убаганське лісничество.
Населення — 221 особа (2021; 225 у 2009).